# Suseni (okręg Vâlcea)
Suseni – wieś w Rumunii, w okręgu Vâlcea, w gminie Stoenești. W 2011 roku liczyła 294 mieszkańców.